# Rastavljač
Rastavljač je mehanički rasklopni aparat koji služi za vidljivo odvajanje dijela postrojenja koji nije pod naponom od dijela postrojenja koji je pod naponom. Kada se u postrojenju obavljaju radovi, on je uvijek otvoren. Obično se kao dodatna mjera zaštite koristi u tom slučaju i uzemljenje otvorenog voda.
Rastavljačem se otvara i zatvara strujni krug kada se prekida ili uključuje neznatna električna struja. On je sposoban za trajno provođenje struje u normalnim uvjetima i određeno trajanje provoda struje pri nenormalnim uvjetima, kao što su struje kratkog spoja. S rastavljačem se ne smije rukovati ako je prekidač u zatvorenom položaju, jer bi došlo do prekidanja velike struje u zraku što može biti opasno.
Rastavne sklopke (rastavljači snage) su rasklopni aparati koji se u određenim pogonskim uvjetima uključuju, provode i prekidaju nazivne struje. Ovi uređaji se koriste u distributivnim mrežama, za nazivne napone do 38 -kV- i struje do 630 -A-. Često se kombiniraju s visokonaponskim osiguračima koji služe kao zaštita od kratkog spoja. Rastavna sklopka ima komoru za gašenje električnog luka. Prilikom otvaranja, najprije se pokreću noževi rastavljača i kada se dostigne određeni hod u komori se izvršava prekidanje.